# DNK ligaza
DNK ligaza je tip enzima, (ЕЦ 6.5.1.1), koji u ćeliji popravlja diskontinuitete u DNK molekulima.
DNK ligaze imaju primenu u popravci i replikaciji DNK. Prečišćene DNK ligaze se koriste u kloniranju gena za spajanje DNK molekula. DNK ligaze se ekstenzivno koriste u molekularno biološkim laboratorijama u genetičko rekombinacionim eksperimentima (pogledajte Primena u molekularno biološkim istraživanjima).

## Mehanizam ligaza
Mehanizam dejstva DNK ligaza je formiranje dve kovalentne fosfodiestarske veze između 3' hidroksil kraja jednog nukleotida sa 5' fosfat krajom drugog. ATP je neophodan za reakciju ligacije. Grafička ilustracija načina rada ligaze (sa lepljivim krajevima):
Ligaza takođe može da radi sa tupim krajevima, mada su povišene koncentracije enzima i drugačiji reakcioni uslovi neophodni.

## Ligaze kod sisara
Kod sisara, postoje četiri tipa ligaza.
- DNK ligaza : spaja zaostajući lanac nascentne DNK nakon što je DNK polimeraza I odstranila RNK prajmer sa Okazaki fragmenta.
- DNK ligaza II: alternativno splajsovane forme DNK ligaze III iz ćelija koje se ne dele.
- DNK ligaza III: kompleks sa proteinom za DNK popravku XRCC1 koji pomaže u procesu popravke odstranjenih nukleotida, i sa rekombinantnim fragmentima.
- DNK ligaza : formira komplekse sa XRCC4. Ovaj enzim katalizuje finalni korak u spajanju non-homolognog kraja prekida DNK dvostrukog lanaca. On je takođe neophodan za V(D)J rekombinaciju, proces koji generiše raznovrsnost imunoglobulina i lokusa T-ćelijskog receptora tokom razvoja imunskog sistema.

U nekim formama DNK ligaze koje su prisutne u bakterijama je potreban NAD kofaktor, dok je za neke druge forme DNK ligaza (obično prisutne u E. coli) neophodna ATP reakcija. Takođe, više drugih struktura je prisutno u DNA ligazama kao što su AMP i lizin, obe od kojih su važne u procesu ligacije.

## Primena u molekularno biološkim istraživanjima
DNK ligaze su postale nezamenjiv alat u modernim molekularno-biološkim istraživanjima za generisanje rekombinantnih DNK sekvenci. Na primer, DNK ligaze se koriste sa restrikcionim enzimima za umetanje DNK fragmenata, često gena, u plazmide.
Jedan vitalan, i često problematičan, aspekt izvođenja uspešnih rekombinacionih eksperimenata vezan za ligaciju fragmenata je kontrola optimalne temperature. Većina eksperimenata koristi T4 DNK ligazu (izolovanu iz bakteriofaga T4), koja je najaktivnija na 25 °. Međutim, da bi se izvela uspešna ligacija sa kohezivno-završenim fragmentima ("lepljivim krajevima"), optimalna enzimska temperatura treba da bude balansirana sa temperaturom topljenja Tm DNK fragmenata koji se spajaju. Ako temperatura ambijenta previsi Tm, ne dolazi do homolognog uparivanje lepljivih krajeva zato što visoka temperatura narušava vodonično vezivanje. Što su DNK fragmenti kraći, to je niži Tm nivo.
Pošto tupo-završeni DNK fragmenti nemaju kohezivne krajeve, i kontrola optimalne temperature postaje manje važna. Najefikasnija temperatura ligacije je temperatura na kojoj T4 DNK ligaza optimalno funkcioniše (T4 DNA ligaza je jedina komercijalno dostupna DNK ligaza koja spaja tupe krajeve). Iz ovih razloga, većina tupo-završenih ligacija se izvodi na 20-25 °.
Uobičajene kupovno dostupne DNK ligaze su originalno otkrivene u bakteriofagi T4, E. coli i drugim bakterijama.

## Istorija
Prva DNK ligaza je bila prečišćena i karakterisana 1967. godine.

## Literatura
- Nicholas C. Price; Lewis Stevens (1999). Fundamentals of Enzymology: The Cell and Molecular Biology of Catalytic Proteins (Third изд.). USA: Oxford University Press. ISBN 019850229X.
- Eric J. Toone (2006). Advances in Enzymology and Related Areas of Molecular Biology, Protein Evolution (Volume 75 изд.). Wiley-Interscience. ISBN 0471205036.
- Branden C; Tooze J. Introduction to Protein Structure. New York, NY: Garland Publishing. ISBN 0-8153-2305-0.
- Irwin H. Segel. Enzyme Kinetics: Behavior and Analysis of Rapid Equilibrium and Steady-State Enzyme Systems (Book 44 изд.). Wiley Classics Library. ISBN 0471303097.

- Tabor, Stanley (2001). „DNA ligases”. Current Protocols in Molecular Biology, Book 1. Wiley Interscience.

## Spoljašnje veze
- DNA ligaze: PDB molekul meseca
- Davidson koledž – generalna informacija o ligazama
- OpenWetWare – protokol DNK ligacije